# Terrakottahunden
Terrakottahunden är en roman av Andrea Camilleri, utgiven i Italien år 1996. Italienska originalets titel är Il cane di terracotta. Barbro Andersson översatte romanen till svenska 2001. Romanen är den andra i serien om Kommissarie Montalbano och har även filmats för TV.

## Handling
En gangster är beredd att överlämna sig till Montalbano för att undgå att mördas och efter ett spektakulärt (men iscensatt) gripande hyllas Montalbano som en hjälte och hotas åter av befordran, vilket kunde leda till den förflyttning kommissarien så fruktar. Den gripne gangstern mördas likväl och döende tipsar han Montalbano om en vapengömma i en grotta. Vapengömman finns också där men Montalbano finner även något som den mördade gangstern inte hade en aning om: en lönndörr som leder till en inre grotta där polisen finner de mumifierade kropparna av ett ungt par, omgivna av diverse föremål inklusive en hund av terrakotta i naturlig storlek. Det mesta tyder på att de döda ungdomarna vilat i grottan sedan andra världskriget. Montalbano överlåter åt sina kollegor att sköta utredningen av vapengömman och bli som uppslukad av detta 50 år gamla fall. En våldsam händelse leder även till att han får än mer tid nysta i den gamla historien. Samtidigt måste Montalbano även hantera kvinnorna i sitt liv: flickvännen Livia, vännen Ingrid samt den efterhängsna konstapeln Anna. I denna roman introduceras även den hygglige men suveränt förvirrade konstapel Catarella. Givetvis hinner Montalbano, sin vana trogen, även avnjuta en och annan god måltid.